# 阿邦当斯
阿邦当斯（法語：Abondance，法語發音：[abɔ̃dɑ̃s] ⓘ）是法国上萨瓦省的一个市镇，属于托农莱班区。

## 地理
阿邦当斯（46°16'44"N, 6°43'19"E）面积58.84 平方千米，位于法国奥弗涅-罗讷-阿尔卑斯大区上萨瓦省，该省份为法国东部省份，历史上为薩伏依的一部分，北与瑞士接壤，西接安省，南至萨瓦省，东与瑞士和意大利接壤。
与阿邦当斯接壤的市镇（或旧市镇、城区）包括：勒比奥、博讷沃、拉沙佩勒达邦当斯、沙泰勒、蒙特里永、圣让多、瓦什雷斯。

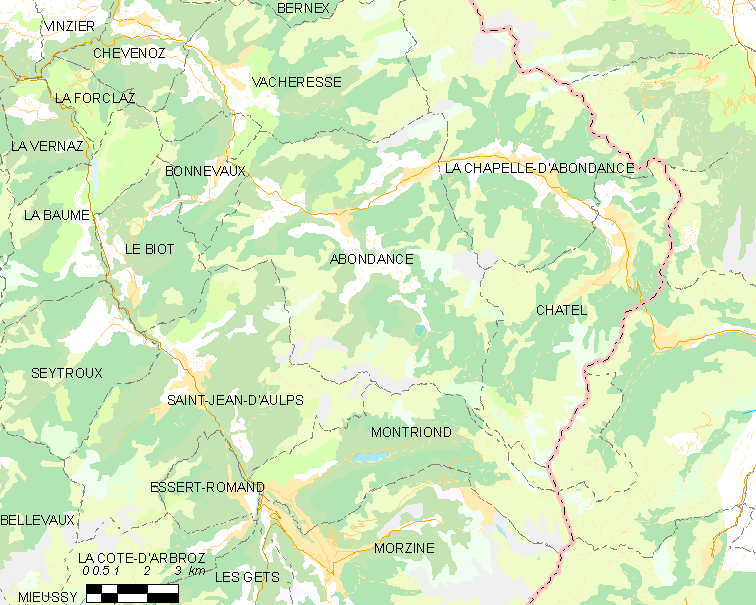
阿邦当斯的OSM定位图

阿邦当斯的时区为UTC+01:00、UTC+02:00（夏令时）。

## 行政
阿邦当斯的邮政编码为74360，INSEE市镇编码为74001。

## 政治
阿邦当斯所属的省级选区为埃维昂莱班县。

## 人口

1962-2008年间阿邦当斯人口变化图示

阿邦当斯于2022年1月1日时的人口数量为1536人。